# Eusko Langileen Alkartasuna
Eusko Langileen Alkartasuna (baskiska för Baskiska arbetares solidaritet, förkortat ELA) är den största fackförening i Baskien med drygt 100 000 medlemmar. ELA har traditionellt nära samarbete med baskiska nationalistpartiet EAJ-PNV.